# Kde vládne ticho
Kde vládne ticho (v anglickém originále Where Silence Has Lease) je v pořadí druhá epizoda druhé sezóny seriálu Star Trek: Nová generace.

## Příběh
Během mapování kvadrantu Morgana detekuje USS Enterprise D oblak jakési černé hmoty, která zakrývá hvězdy za sebou. Kapitán Picard do něj vyšle sondu, avšak ztratí s ní kontakt, jakmile do oblaku vletí. Stejný osud potká i druhou.
Náhle oblak obklopí celou Enterprise, aniž by způsobil nějaké škody. Dat hlásí, že senzory neodhalily nic. Ona prázdnota nemá žádnou hmotnost ani rozměr a logicky by tedy neměla existovat. Picard rozkáže zadat kurz směrem ven, ale nevede to k žádnému výsledku. Dat vypustí fixní maják, díky němuž zjistí, že loď se pohybuje v kruzích.
Náhle se poblíž demaskuje romulanský válečný pták a zahájí palbu. Picard rozkáže ji opětovat a velmi podezřele snadno nepřítele zničí. Pak se na senzorech objeví USS Yamato (NCC-71807), sesterská loď Enterprise. Na volání ale neodpovídá, a tak jdou komandér Riker a Worf na průzkum. Zjistí, že na lodi nikdo není, že má tři můstky a nic tu není tak, jak má být.
Na Enterprise Dat nalezne v prázdnotě trhlinu s hvězdami, kterou by se dalo uniknout, nicméně obsluha transportéru Miles O'Brien má potíže s přenosem Rikera a Worfa zpět, protože Yamato se začíná pozvolna ztrácet. Podaří se mu to těsně předtím, než se nadobro ztratí. Potom se objeví ještě několik dalších trhlin, ale pokaždé se uzavřou dřív, než se k nim Enterprise dostane. Picard tedy nařídí zastavit.
Poradkyně Troi, která předtím nic necítila, nyní ucítí poblíž cosi zvědavého a inteligentního. O chvíli později se na hlavní obrazovce objeví obličej a identifikuje se jako Nagilum. Picard se snaží být k entitě přátelský, ale Nagilum jej ignoruje a začne pokládat přímé otázky ohledně lidské reprodukce a „limitované existence.“ Náhle sebou začne jeden z přítomných, pan Haskell, prudce zmítat a svalí se na zem. Doktorka Katherine Pulaská přispěchá rychle na pomoc, ale je mrtvý. Nagilum se zájmem pozoruje Picardovu rozezlenou reakci.
Pak oznámí, že hodlá experimentovat na posádce, aby lépe porozumělo smrti a že by to nemělo stát životy více než třetiny až poloviny lidí na palubě a zmizí. Po chvíli uvažování se Picard rozhodne aktivovat raději autodestrukci, než aby dovolil, aby mohlo být ublíženo někomu dalšímu.
S postupujícím odpočítáváním se Picard odebere do své kajuty a pustí si hudbu. Brzy poté za ním přijde poradkyně Troi a Dat. Troi jej varuje, že autodestrukce Nagilum nezastaví, zatímco Dat mu pokládá otázky o povaze smrti. Pak říká, že by neměli ničit sami sebe. Troi souhlasí a označuje Picardovo rozhodnutí za špatné.
Picard pojme podezření a ptá se počítače, kde se ve skutečnosti Dat nachází. Tím se prozradí, že jde o podvod od Nagilum, protože Dat se tou dobou nachází na můstku. Falešné postavy zmizí a Dat oznamuje, že prázdnota okolo se rozplynula (a loď se opět nachází v normálním vesmíru). Zatímco k výbuchu lodi zbývá už jen pár sekund, Picard přikazuje zadat náhodný kurz. Poté, co poznamená, že toto vše by mohlo být jen součástí iluze, vypíná autodestrukci.
Potom se vrací do své kajuty, kde se náhle objevuje obličej Nagilum na obrazovce stolu a říká mu své hodnocení lidstva: „V ničem nenaleznete poklid. Vzpíráte se nevyhnutelnému. Těší vás bojovat. Jste sobečtí, nicméně oceňujete loajalitu. Jste zbrklí, rychlí v rozhodování, pomalí v tom se změnit. Je ohromující, že jste přežili.“ Usuzuje, že lidé nemají nic společného s jeho charakterem, ale Picard nesouhlasí a říká, že oba druhy mají společnou zvědavost. Nagilum s tichým pochichtáváním souhlasí.